# Natten er en gammel mand
Natten er en gammel mand er en dansk animationsfilm fra 1997 instrueret af Tina Klemmensen.

## Handling
"Natten er en gammel mand" er en modellervoksanimation for børn efter et børnerim af Halfdan Rasmussen. Natten er en gammel mand er en poetisk beskrivelse af den karakteristiske stemning, man (især som barn) er i lige inden man falder i søvn.